# Pomnik Pamięci Ofiar Barbarki w Toruniu
Pomnik Pamięci Ofiar Barbarki w Toruniu – pomnik upamiętniający miejsce straceń i spoczynku zamordowanych mieszkańców Torunia przez Niemców w 1939 roku, znajdujący się na Barbarce w Toruniu. Został on odsłonięty 28 października 2009 roku, w 70. rocznicę pierwszej egzekucji Polaków na Barbarce. Autorem pomnika jest Marian Molenda. Odlew wykonała Artystyczna Odlewnia Metali Art.-Odlew z Opola. Pomnik składa się granitowej rzeźby, przedstawiającej klęczącego mężczyznę ze spuszczoną głową. Skrępowane ręce ma za plecami, pierś jest przestrzelona. Na bokach cokołu widnieją wykute nazwiska dotychczas ustalonych ofiar zbrodni. Co roku w ostatnią niedzielę października pod pomnikiem są obchodzone uroczystości religijno-patriotyczne na cześć ofiar.